# Revue Noire
Revue Noire è una rivista di cultura contemporanea specializzata sull'Africa, una casa editrice e di produzione musicale e culturale. "Revue Noire" è considerata una fonte primaria sulla produzione artistica africana e ha avuto un ruolo fondamentale nello studio, nella promozione e nella diffusione delle arti contemporanee dell'Africa e della sua diaspora.

## Storia
"Revue Noire" nasce nel 1991 a Parigi con il preciso obiettivo di dimostrare che "c'è dell'arte in Africa". Il nome è un omaggio alla Revue Blanche, una rivista francese degli anni Cinquanta e a Joséphine Baker e alla Parigi degli anni Trenta dove si parlava di "revues nègres".
La rivista è fondata da Jean Loup Pivin, Simon Njami, Bruno Tilliette e Pascal Martin Saint Léon; col tempo fanno parte del comitato di redazione anche Pierre Gaudibert, Jacques Soulillou, André Magnin (soltanto per il primo numero), Francisco d'Almeida, Everlyn Nicodemus, N'Goné Fall (assistente di redazione dal 1994 e poi direttrice di redazione dal 1999), Clémentine Deliss, Etienne Féau e Isabelle Boni-Claverie. I collaboratori della rivista cambiano a seconda del tema e del paese preso in esame; tra questi si possono ricordare Yacouba Konaté e Brahim Alaoui. 
Tra il 1991 e il 2001 pubblica 34 numeri; dal 2001 Revue Noire continua le sue attività come casa editrice e come rivista on-line, ma interrompe la pubblicazione cartacea del trimestrale. Nel 2010 riprende vita il progetto editoriale.
Oltre a pubblicare la rivista, "Revue Noire" è anche una casa editrice che pubblica libri, una società di produzione che realizza documentari, cortometraggi, dischi (alcuni numeri della rivista comprendevano un CD di musica), esposizioni ed eventi. In particolare le sue due antologie sull'arte e sulla fotografia africana rappresentano delle pubblicazioni fondamentali nel settore.

## Approccio
Fin dalla sua nascita la rivista si caratterizza per un'edizione prestigiosa e per monografie e dossier tematici per paese o per argomento, più focalizzati sulla rappresentazione fotografica di una splendida Africa (vivace e artistica) che sull'approfondimento critico.
Revue Noire ha sede a Parigi ma realizza le sue ricerche nei vari paesi e nelle varie città oggetto dei suoi numeri, attraverso visite e indagini sul terreno. Tra gli speciali: Abidjan, Libreville, Dakar, Kinshasa, Namibia, Camerun, Capo Verde, Sudafrica, Marocco, Mali, Burkina Faso, Niger, Nigeria, Togo, Ghana, Benin, Gibuti, Etiopia, Eritrea, Mozambico, Madagascar, Zimbabwe, Angola, i Caraibi, Oceano Indiano, Brasile, Canada, Londra e Parigi africana, cinema, arti dello spettacolo, danza, moda, Africa mediterranea a nera, artisti africani e l'AIDS, città africane e cucina africana e arte. 
L'attenzione è posta su tutte le arti: arti visive (tra le quali anche la fotografia), architettura, danza, teatro, letteratura, moda e cinema.
Inizialmente i destinatari della rivista sono il pubblico europeo e occidentale. La maggior parte dei lettori è dell'America del Nord, dell'Europa e del Giappone. In Africa il pubblico è costituito da persone di cultura e intellettuali.

## Numeri della rivista
- 1. Ousmane Sow and African Londra.[4]
- 2. Sokari Douglas Camp, Dossier Abidjan, Costa d'Avorio.[5]
- 3. African Photography (fotografia africana). Con una monografia di Rotimi Fani-Kayode.[6]
- 4. Michael Bethe Selassie, Dossier Namibia.[7]
- 5. Ouattara, Dossier Libreville, Gabon.[8]
- 6. La création dans les Caraibes (la creazione nei Caraibi): Cuba, Giamaica, Martinica, Guadalupa, Guyana.[9]
- 7. Dakar, Senegal con CD di MBalax.[10]
- 8. Cinema: Fespaco, Ouagadougou, Burkina Faso. Dossier Guinea-Bissau.[11]
- 9. La création dans les Caraibes (la creazione nei Caraibi): Haiti, Repubblica Dominicana, Porto Rico, Trinidad, Guyana.[12]
- 10. Capo Verde, theatre, dance and music (teatro, danza e musica).[13]
- 11. Sudafrica; portfolios di Jackson Hlungwani, Andries Botha, Thomas Kgope, William Kentridge, Willie Bester.[14]
- 12. Africa Mediterranea / Africa Nera (Farid Belkahia, Frédéric Bruly Bouabré, Kivuthi Mbuno, Gera, Tokoudagba, Abdoulaye Konaté, Gouider Triki, El Siwi, Rachid Koraïchi, Kacimi).[15]
- 13. Camerun; portfolios di Pascale Marthine Tayou, Bili Bidjocka, Dicko, Mbezele Solo Aloys; omaggio di Chris Seydou. Dossier "Artistes africains et SIDA".[16]
- 14. Danza africana.[17]
- 15. Mozambico e i fotografi africani.[18]
- 16. Oceano indiano: Mauritius, Riunione, Comore e Seychelles.[19]
- 17. Mali, Burkina Faso, Niger con CD di Kar Kar (Boubacar Traoré "Mali Twist").[20]
- 18. Benin, portfolios di Georges Adéagbo, Romuald Hazoumé, C'est l'Avenir Zinsou, Kouas Gnonnou, Dakpogan.[21]
- 19. Gli artisti africani e HIV con CD A Capella (Papa Wemba, Lulendo, Lokua Kanza, Ray Lema, Cheb Mami, Aminata Sow Fall).[22]
- 20. Parigi nera con CD di Hip Hop Paris.[23]
- 21. Kinshasa con CD di RN à KIN.[24]
- 22. Brasile, dossier danza.[25]
- 23. Cucina africana.[26]
- 24. Etiopia, Gibuti, Eritrea.[27]
- 25. Canada africano.[28]
- 26. Madagascar.[29]
- 27. Moda africana.[30]
- 28. Zimbabwe.[31]
- 29. Angola.[32]
- 30. Nigeria.[33]
- 31. African Urbis.[34]
- 32. Togo, Ghana.[35]
- 33/34. Marocco.[36]
- 35. Joël Andrianomearisoa.[37]